# Einauta
Einauta (plural llatí Aeinautae plural grec Ἀειναῦται) del grec άει (sempre) i ναύτης (mariner) eren uns magistrats de la ciutat de Milet, els que havien obtingut el poder suprem després de la deposició dels darrers tirans anomenats Toes i Darnasenor.
El seu nom derivava del fet de què quan havien de discutir algun afer rellevant els einautes s'embarcaven en un vaixell i es dirigien a mar obert, a una certa distància de la costa, i no tornaven fins que havien pres les decisions necessàries.